# Автомобильные дороги Гондураса

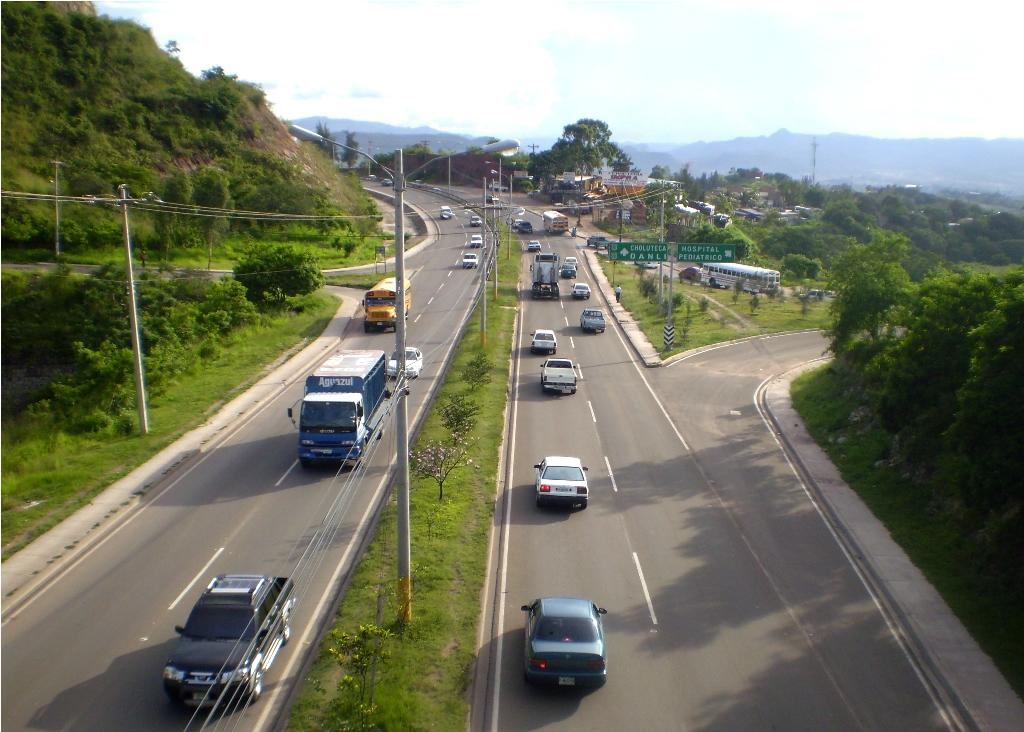
асфальтированное шоссе на окраине столицы (2007 год)

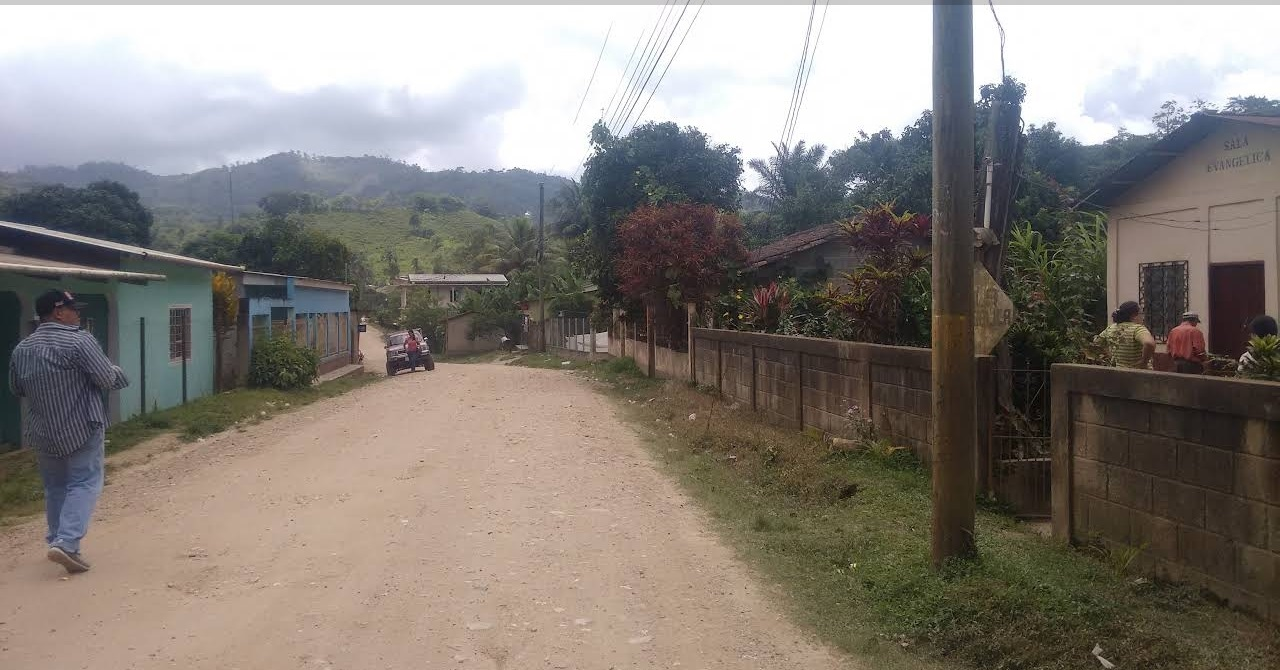
грунтовая дорога местного значения (2004 год)

Автомоби́льные доро́ги Гондураса — сеть дорог на территории Гондураса, объединяющая между собой населённые пункты и отдельные объекты, предназначенная для движения транспортных средств, перевозки пассажиров и грузов.

## История
Первые грунтовые дороги между поселениями появились на территории Гондураса ещё в колониальный период, однако поскольку 63% территории страны занимают горы, развитие дорожной сети происходило медленно.
В 1884 году Гондурас и США подписали договор Сото - Кейта, в соответствии с которым компаниям США были предоставлены концессии для строительства шоссейных и железных дорог.
В 1923 году на конференции американских государств было предложено построить дорогу, соединяющую все страны Северной и Южной Америки, в октябре 1925 года была проведена первая конференция по вопросу строительства Панамериканского шоссе, но начавшийся в 1929 году экономический кризис осложнил экономическое положение государств и работы над проектами строительства шоссе были отложены. 29 июля 1937 года 14 стран (в том числе, Гондурас) подписали конвенцию о строительстве Панамериканского шоссе.
В 1946 году дорожная сеть в стране была слаборазвита, общая протяжённость дорог страны составляла 1900 км.
В 1969 году общая протяжённость дорог страны составляла 4085 км (из них 1,2 тыс. км - с твёрдым покрытием). Ухудшение отношений с Сальвадором в 1969 году и «100-часовая война» в июле 1969 года осложнили положение в стране, необходимость ремонта дорог в условиях дефицита бюджета стала одной из причин проведения налоговой реформы.
В 1977 году общая протяжённость дорог страны составляла 5,2 тыс. км (из них 0,5 тыс. км - с твёрдым покрытием).
В результате снижения мировых цен на кофе валютные поступления в страну в начале 1980х годов заметно сократились и положение в экономике осложнилось. Начиная с 1982 года началось сокращение ВНП. Увеличилось количество безработных (в 1985 году в стране насчитывалось до 540 тыс. полностью или частично безработных), часть которых была трудоустроена на дорожно-строительные и ремонтно-восстановительные работы. В 1985 году общая протяжённость автомобильных дорог страны составила около 9 тыс. км.
Осенью 1998 года ураган "Митч" повредил и разрушил часть дорог и объектов транспортной инфраструктуры.
В 2005 году общая протяжённость дорог страны составляла 13 720 км (из них 2970 км - с твёрдым покрытием). Наибольшее значение имел проходивший по территории страны участок Панамериканского шоссе длиной 152 км.
В октябре 2022 года ураган "Джулия" вызвал многочисленные наводнения и оползни, повредившие часть дорожной сети.